# Tipula laosica
Tipula laosica är en tvåvingeart som beskrevs av Edwards 1926. Tipula laosica ingår i släktet Tipula och familjen storharkrankar.
Artens utbredningsområde är Laos. Inga underarter finns listade i Catalogue of Life.